# Pomník protifašistických bojovníků (Licoměřice)
Pískovcový památník připomínající vysazení partyzánského oddílu M. J. Husa dne 26. října 1944, pod vedením kapitána Rudé armády A. V. Fomina, se nalézá na okraji lesa u lesní cesty spojující vesnice Licoměřice a Březinka v okrese Chrudim. Památník je od roku 1958 chráněn jako nemovitá kulturní památka ČR. Součástí památníku je i pomník obětí I. světové války z Licoměřic.  Později byl památník doplněn žulovou pamětní deskou, orámovanou dřevěným křížem, s textem připomínajícím památku 106 občanů Lipovce a Licoměřic, kteří byli dne 19. prosince gestapem zatčeni a odvlečeni do Terezína za pomoc partyzánům. Domů se nevrátilo 30 občanů.

## Popis
Původní pomník se nalézá na kamenné terase u okraje lesa a má podobu na podstavci schoulené postavy truchlící ženy s květinou v pravé ruce. Po stranách podstavce sochy jsou pískovcové sokly s pamětními deskami.
Na pravém soklu jsou desky s pamětními nápisy:
„AČ UTÝRÁNI, SVOU VLAST NEZRADILI, RADĚJI ŽIVOTY SVÉ POLOŽILI…
JIŽ SPOČÍVÁTE V ZEMI, K NÍŽ JSTE LÁSKOU VŘELI, NAD VÁMI DŘÍMÁ TICHO. LESŮ ŠUM…
U LIPOVCE BYL 26. ŘÍJNA 1944 NA POMOC OSVOBODITELSKÉMU BOJI ČESKÉHO LIDU PROTI FAŠISTICKÝM OKUPANTŮM VYSAZEN PARTYZÁNSKÝ ODDÍL MISTRA JANA HUSA POD VELENÍM KAPITÁNA RUDÉ ARMÁDY A. V. FOMINA.“
Na levém soklu jsou uvedena jména 30 mužů, kteří se nevrátili z Terezína.